# Косовиковий хідник

Косовико́вий хідни́к (рос. косовичный ходок, англ. man way, нім. Fahrort n) — підземна виробка невеликої площі перерізу, розташована в закладному масиві в розкосині, що служить для сполучення косовика з виробкою, яка примикає до нього. 
Здебільшого підривання бокових порід біля косовикового хідника не виконується.